# Misael Acosta Solis
Misael Acosta Solis (1910 - 1994) foi um botânico e naturalista equatoriano.